# Psychobilly
Psychobilly (IPA: /ˌsaɪkəʊˈbɪlɪ/) är en musikstil som vanligtvis beskrivs som en blandning mellan 1970-talets brittiska punk och 1950-talets amerikanska rockabilly.

## Ursprung
Termen psychobilly användes första gången av Wayne Kemp i låttexten One Piece at a Time som spelades av Johnny Cash. Dock tillhör inte låten musikaliskt psychobillygenren, men texten handlar om en "psychobilly Cadillac". Troligen syftar "psychobilly" i låttexten till låtens handling att Cash jobbar på en bilfabrik och smugglar ut en bildel om dagen för att kunna bygga sin egen bil. Detta resulterar i en bil som kan jämföras med Frankensteins monster.

### Psychobillygenren föds
1976 började The Cramps beskriva sin musik som "psychobilly" och "rockabilly voodoo" på flygblad för sina spelningar.
1980 bildades bandet The Meteors i södra London. The Meteors anses vara det egentliga psychobillybandet då de uppfyller de kriterier som förknippas med psychobillygenren. 
The Meteors bestod av en bandmedlem som ingick i subkulturen rockabilly, en annan i  punkrörelsen och en tredje var skräckfilmsfantast. Deras idéer för musik och texter formade de som i dag kännetecknas som psychobilly.

## Låttexter
Låttexterna i genren kännetecknas av referenser till skräckfilmer, våld, exploitationfilmer, makaber sexualitet i form av nekrofili och andra ämnen som är eller har varit tabubelagda. I bland behandlas dessa ämnen på ett skämtsamt, lättvindigt sätt.   

## Instrument
Psychobillymusik spelas vanligtvis med en kontrabas istället för en elbas.

## Opolitisk subkultur
The Meteors grundade idén att psychobilly skulle vara opolitiskt för att undvika dispyter bland konsertbesökare, vilka var vanliga inom punkscenen.

## Genrens spridning

### Första vågen i Storbritannien
1980 bildades det kortlivade bandet Sharks ifrån Bristol tätt efter  The Meteors genombrott. Ett annat viktigt band var det brittiska bandet Guana Batz som bildades år 1983 i Feltham. Deras första album " Held Down to Vinyl at Last" från 1985 beskrivs av Tiger Armys sångare Nick 13 som ett av de viktigaste albumen för Psychobillyscenen sedan The Meteors två första. 
1982 öppnades nattklubben The Klub Foot som arrangerades på The Clarendon Hotel i London. Klubben fungerade som ett centrum för hela Storbritanniens psychobillyrörelse och värdscen för många band inom liknande musikgenrer. 

### Andra vågen i Europa
Den andra vågen av psychobilly noteras till 1986 då de brittiska bandet Demented Are Go släppte sitt debutalbum "In Sickness & In Health". Albumet spred sig snabbt över Europa och inspirerade en rad nya band som tyska Mad Sin, danska Nekromantix som släppte sitt debutalbum "Curse of the Coffin" 1991. 
1986 bildades The Quakes i Buffalo, New York men hade så svårt att slå igenom på hemmaplan att de slutligen flyttade till London året efter och släppte sitt debutalbum Voice of America 1990.

### Tredje vågen internationellt
Den tredje vågen av psychobilly började i mitten av 1990-talet. Psychobilly blev populärt i USA särskilt i södra Kalifornien där punkrocken hade varit populär sedan 1970-talet. 
Tiger Army bildades 1995 i San Francisco och anses som det band som spred psychobillygenren över USA. 
1994 bildades det japanska psychobillybandet Battle of Ninjamanz och OS Catalepticos bildas i Brasilien 1996. I Australien bildades The Living End 1994. 

### Psychobilly i Sverige
Psychobillyscenen i Sverige är på frammarsch från 1990-talets undergroundkultur. Till de större arrangemangen hör Zombie show down och Kuggnäsfestivalen.

## Lista över Psychobillygrupper i urval
- Demented Are Go(UK)
- Horrorpops(Danmark)
- Hotrod Frankie
- Mad Sin
- Nekromantix
- Pitbullfarm
- The Cramps(USA)
- The Creepshow
- The Meteors(UK)
- The Reverend Horton Heat(USA)
- Tiger Army(USA)